# Max Reichenberger
Max Reichenberger (* 24. Januar 1948) ist ein ehemaliger deutscher Fußballspieler und -trainer. Als Spieler des TSV 1860 München hat er von 1968 bis 1970 in der Fußball-Bundesliga 39 Ligaspiele absolviert. Er ist der Vater von Thomas Reichenberger, der ebenfalls als Fußballprofi aktiv war.

## Karriere
Max Reichenberger spielte bis 1965 bei der SpVgg Unterhaching und wechselte dann zum TSV 1860 München. Von der Amateurmannschaft der „Löwen“ kommend, bekam er zur Saison 1967/68 einen Vertrag bei der Bundesligamannschaft. Neben Reichenberger kamen zum Team von Trainer Albert Sing auch noch die weiteren Nachwuchsspieler Peter Kittel, Wolfgang Lex, Anton Gigl und Hans-Günther Kroth. In seinem ersten Jahr als Bundesligaspieler kam Reichenberger noch nicht zum Einsatz. Er debütierte am 31. Januar 1969 bei einer 0:2-Auswärtsniederlage bei Borussia Dortmund unter Sing-Nachfolger Hans Pilz in der Bundesliga. Er wurde zur zweiten Halbzeit für Željko Perušić eingewechselt. Danach bildete er bis zum Rundenende gemeinsam mit Kroth das Verteidigerpaar. Als die Weiß-Blauen in der Saison 1969/70 der Abstieg ereilte, gehörte Reichenberger mit 25 Ligaeinsätzen an der Seite von Mitspielern wie Petar Radenković, Horst Blankenburg, Kroth, Manfred Wagner, Lex, Rudolf Zeiser, Klaus Fischer und Ferdinand Keller der Stammbesetzung an. Reichenberger absolvierte insgesamt 39 Bundesligaspiele bei 1860 München. Nach dem Abstieg der Münchner 1970 in die Regionalliga Süd gelang Reichenberger bis 1972 unter Trainer Hans Tilkowski nicht die angestrebte Bundesligarückkehr. 1860 belegte 1971 den 4. beziehungsweise 1972 den 3. Rang und der Abwehr- und Mittelfeldspieler hatte in den zwei Runden 49 Regionalligaspiele mit sechs Toren absolviert.
Zur Saison 1972/73 wechselte er gemeinsam mit seinen bisherigen Mannschaftskameraden Manfred Purucker und Peter Zacher zu Eintracht Bad Kreuznach in die 1. Amateurliga Südwest. Dort versuchte CDU-Politiker und Weingroßhändler Elmar Pieroth mit hohem finanziellem Aufwand den Aufstieg in den Lizenzfußball zu erreichen. Unter Trainer Gerd Menne gelang 1972/73 der Meisterschaftsgewinn und in der Aufstiegsrunde gegen den FC Ensdorf und die SpVgg Andernach der gewünschte Aufstieg in die zweitklassige Fußball-Regionalliga Südwest. Reichenberger hatte mit mehreren Mannschaftskameraden auch im Länderpokal die Auswahl von Südwest in den Spielen gegen Südbaden vertreten. Im letzten Jahr der alten zweitklassigen Regionalliga, 1973/74, belegten Reichenberger und Kollegen zwar den guten 7. Rang, konnten aber durch die fehlenden Nominierungspunkte aus den Vorjahren nicht für die ab 1974/75 startende 2. Fußball-Bundesliga nominiert werden. Es glückte aber umgehend die Meisterschaft in der Amateurliga Südwest und in der Aufstiegsrunde gegen Eintracht Trier und den ASC Dudweiler der Aufstieg in die 2. Bundesliga. In der 2. Bundesliga 1975/76 reichte es für Kreuznach aber nur zum 19. Rang und stieg damit wieder in das Amateurlager ab. Reichenberger hatte an der Seite von Jürgen Wilhelm in 23 Ligaspielen zwei Tore erzielt. Nach dem Abstieg spielte er noch bis einschließlich der Saison 1978/79 für die Eintracht, die Rückkehr in die 2. Bundesliga glückte aber nicht mehr.
Neben den Ligaspielen hatte Reichenberger auch im DFB-Pokal in Spielen gegen den TSV 1860 München, FSV Frankfurt, Viktoria Köln, 1. FC Köln und am 5. August 1978 bei einer 1:3-Niederlage im Wildparkstadion gegen den Karlsruher SC mitgewirkt.
Als Trainer war er kurzzeitig von Oktober 1994 bis Mai 1995 beim SV Wehen, von Mai bis Oktober 1996 beim SV Darmstadt 98 und Juli bis Oktober 2004 bei Wormatia Worms unter Vertrag. Seine längste Zeit verbrachte er jedoch bei der SpVgg Ingelheim, bei der er von Juli 1997 bis Juli 2004 für sieben Jahre Trainer war.